# Codogno Baseball '67
Il Codogno Baseball '67 è la squadra di baseball di Codogno, fondata nel 1967 e attualmente militante nel massimo campionato nazionale di Serie A, in cui gioca dalla stagione 2023, dopo avervi militato nella stagione 2002.

## Storia

### 1964-1966 Gli inizi
È l'estate 1964 quando un gruppo di amici, dopo aver visto qualche partita di baseball al campo "delle Baste" di Lodi, si ritrova all'oratorio di Codogno per improvvisare alcune partite con regole approssimative. Sulla spinta dell'entusiasmo dimostrato dai ragazzi, l'assessore allo sport F.Annovazzi concede un terreno al villaggio San Biagio. Qui i ragazzi cominciano a conoscere qualche regola in più, soprattutto per merito del compianto E.Bellomi, che arriva appositamente da Lodi in Vespa con il suo carico di guantoni e palline.
Un anno dopo l'attività sportiva viene interrotta quando il Comune avvia le opere di edificazione del villaggio San Biagio e solo nel 1966 si riprendono le partite con il gruppo iniziale che nel frattempo si infittisce: ai primi pionieri (F.Stroppa, A.Riboldi, P.Brandazza, C.Braghieri, G.Lanzoni, A.Orlandi, G.Sello, P.Baroni) si aggiungono altri appassionati (P.Zibbra, A.Cesari, A.Zelioli, B.Celebrano, M.Quartieri, S.Rapelli, M.Passolunghi, G.Livraghi, G.Grazioli, L.Brizzolari, M.Petrali, L.Faliva, Rognoni, S.Cattaneo e Bariola che porta da Piacenza le riviste americane con fotografie di baseball).
Il Comune di Codogno è sensibile a questo fermento e nell'autunno del '66 concede al gruppo un altro terreno in Viale Resistenza, dove si trova ancora oggi lo Stadio Comunale Codogno Baseball, e quasi casualmente si trova anche un allenatore nella persona di G.Zerella, che tiene ogni sabato al Bar Gianni (poi Park Club) una riunione tecnica di spiegazione del gioco con tanto di lavagna e regolamento alla mano.
Per superare il problema del campo, che deve diventare un vero e proprio terreno di gioco e non semplicemente uno spazio, ci si attrezza di buona volontà, badili e picconi, si costruisce il monte di lancio, si spianano le corsie e il Comune provvede a realizzare la prima recinzione dietro casa base.
Così, su un campo già quasi regolare, viene disputata la prima partita amichevole con gli Old Rags Lodi, vinta dai lodigiani e arbitrata da G.Berselli.

### 1967-1969 La fondazione

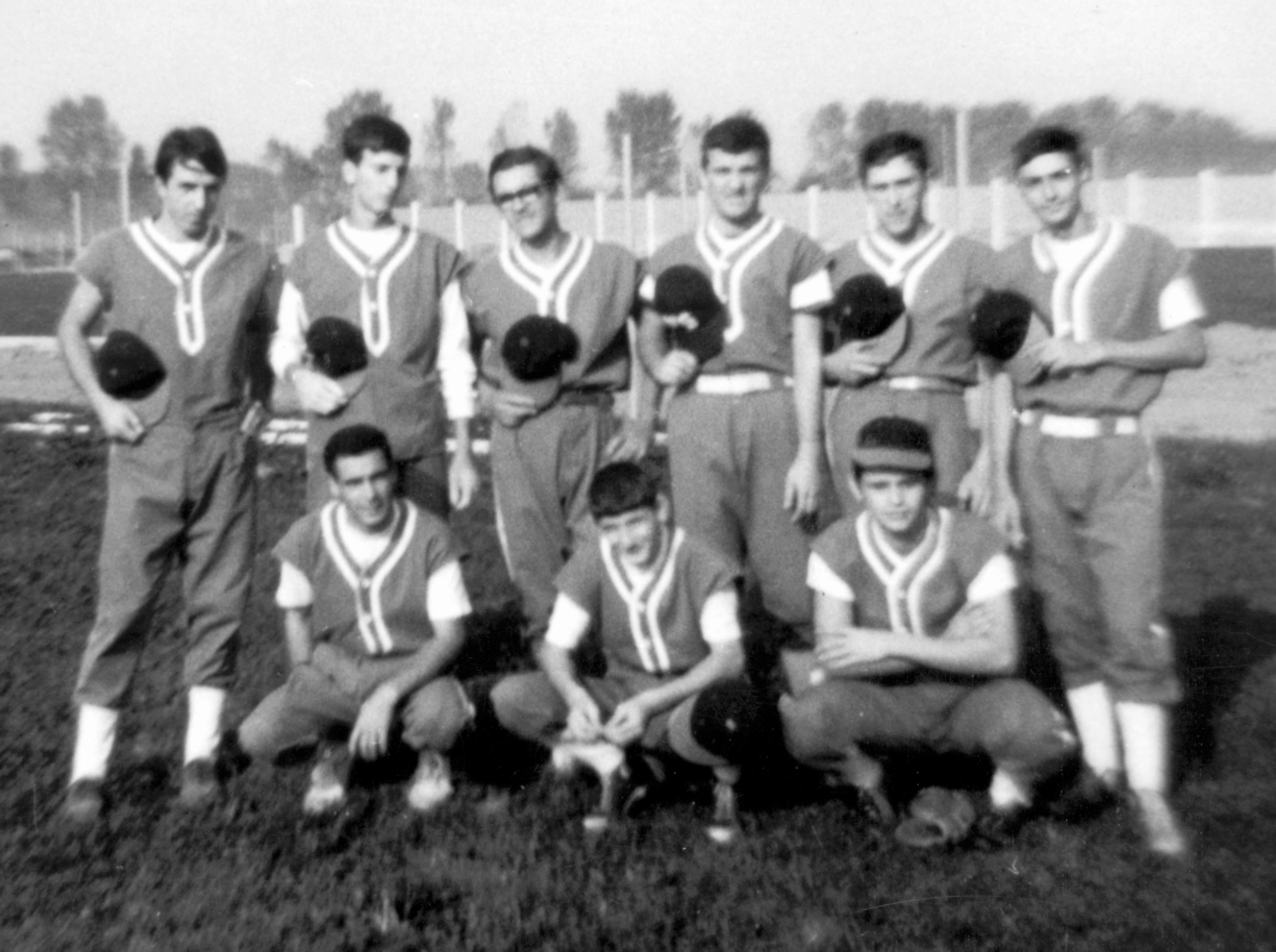
La squadra del WhiteSox nel 1967

Il 20 giugno 1967 si fa il grande passo con l'iscrizione alla Federazione Italiana Palla a Base (così si chiamava l'attuale FIBS) della società Baseball Club Codogno "White Sox", che vede come soci fondatori: G.Sello, G.Zerella, G.Reguzzi, M.Brizzolari, G.Berselli, G.Livraghi e L.Faliva. Il presidente è F.Bettinelli, il segretario G.Sello, i consiglieri P.Brandazza, G.Berselli, E.Gnocchi, R.Salamina e E.Belloni.
La prima divisa della White Sox viene confezionata dalla signora G.Ratti, sarta esperta, mentre successivamente mamme, zie e nonne sono incaricate di cucire le prime maglie da gioco del Baseball Codognese.
L'esordio dei White Sox finalmente in divisa avviene al "Trofeo Todisco" di Lodi il 24 Giugno del 1967 sul mitico campo "delle Baste".
Fino al 1968 si continuano a disputare partite amichevoli che servono a migliorare e acquisire esperienza, fino all'esordio ufficiale nel campionato di Serie D che vede la squadra codognese finire al 2º posto in classifica.
Il 25 Aprile dello stesso anno vi è l'inaugurazione del campo di Codogno, sistemato e migliorato rispetto alla prima fase, con la delimitazione del fuori campo e le panchine per i giocatori.
Nel 1969 la squadra, ancora allenata da Zerella, vince il proprio girone della Serie D e passa alla finale che si tiene a Verona. Dopo aver vinto l'incontro con la squadra di Ronchi Dei Legionari i White Sox conquistano la promozione in Serie C.

### 1970-1972 La serie C
Nel 1970 il settore giovanile registra un vero boom di iscrizioni e si è addirittura costretti a procedere a vere e proprie selezioni per formare le squadre Ragazzi e Allievi. Nel frattempo il campionato di Serie C vede i White Sox terminare al 2º posto.
Nel 1971 la squadra è ancora in Serie C e ottiene il 4º posto finale, mentre prende vita la squadra di softball che diventa presto il punto di riferimento del baseball femminile di Codogno.
Nel 1972 arriva il nuovo allenatore C.Olivari e nello stesso anno al campo vengono finalmente costruite le tribune per il pubblico, che si riempiono per il tutto esaurito in numerose partite. Nel frattempo la squadra di softball fa il suo esordio in Serie B con P.Zibbra come allenatore.

### 1973-1975 La scalata
Nel 1973, in seguito all'allargamento dei campionati, i White Sox sono ammessi in Serie B sotto la guida esperta di F.Somaschini, dove affrontano squadre avversarie molto più agguerrite e lontane rispetto alle stagioni precedenti, compresa una trasferta nella lontana Anzio.
In squadra viene dato spazio a giovani talenti nostrani, tra cui emerge G.Carelli che a solo 15 anni diventa titolare e dimostra qualità e potenziale che lo porteranno a essere convocato nella nazionale Juniores nel campionato Europeo a Sanremo, imponendosi all'attenzione dei tecnici come uno dei più promettenti giocatori italiani di sempre.
Nel 1974 entra in società L.Monticelli e sono soprattutto le squadre giovanili a ottenere buoni risultati, iniziando a vincere i primi titoli regionali.
L'ennesima riforma dei campionati nel 1975 porta in Serie A la squadra biancozzurra che nello stesso anno vede anche l'arrivo del nuovo presidente F.Morali, ed è proprio in questo anno che si cambiano le vecchie e vissute divise blu frutto del "fai da te familiare" con quelle nuove color royal con la scritta Codogno.
Al termine della stagione la squadra codognese porta a casa il 3º posto.

### 1976 Campioni d'Italia

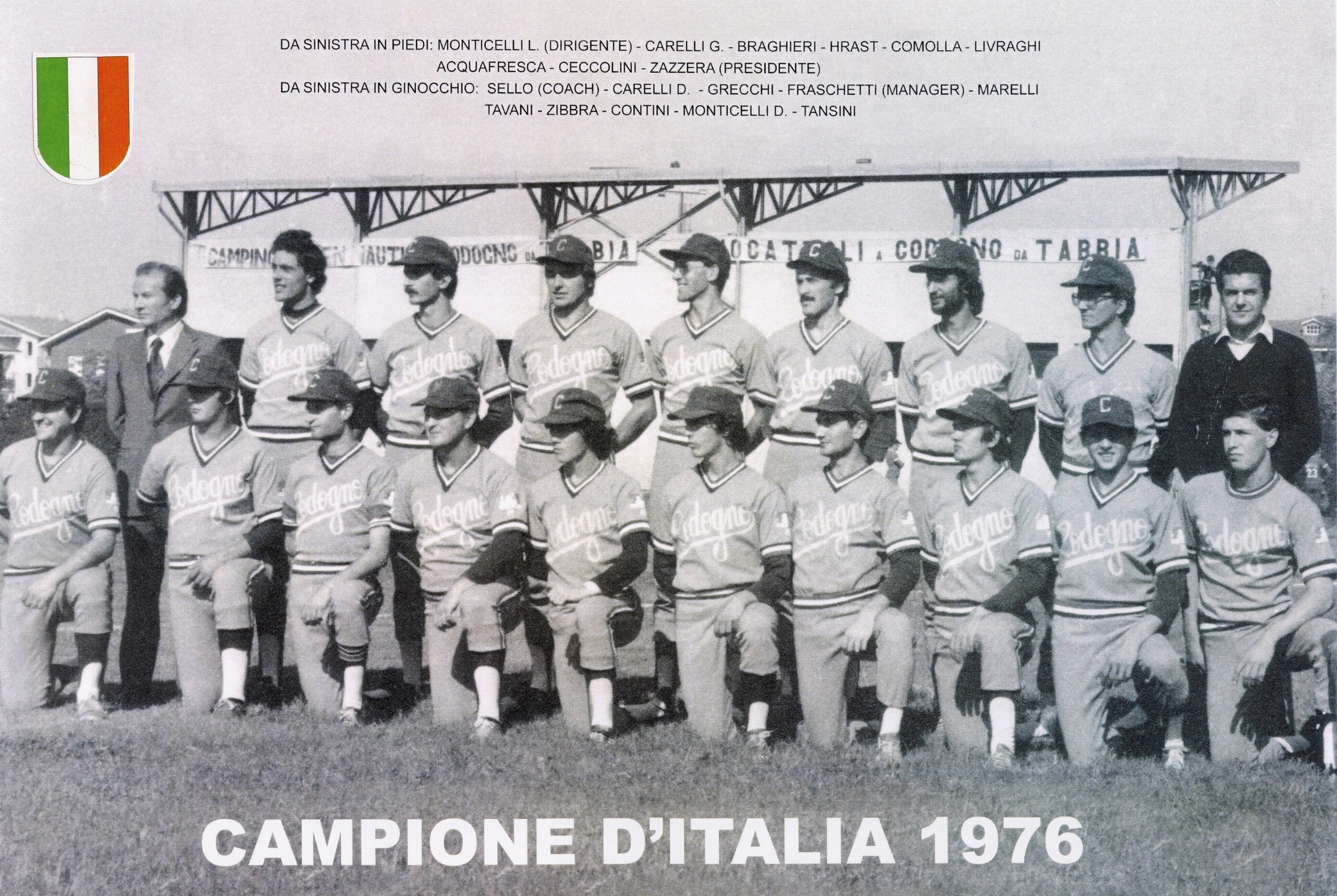
La squadra Seniores del Codogno Baseball '67 nel 1976

Nel 1976, sotto la guida di Zazzera e Fraschetti, si compie un vero e proprio capolavoro perché la squadra galoppa sicura e travolge tutti gli avversari: i giornali sportivi e i quotidiani nazionali titolano "Codogno lanciato verso lo Scudetto" e "Primo round al Codogno" [Gazzetta dello Sport], "Il Codogno corre verso il Titolo Italiano" [Corriere dello Sport Stadio], "Il Codogno a un passo dal Tricolore" [Il Giorno].
Il 10 ottobre 1976, nella finalissima della Serie A contro il Comello, il Codogno si aggiudica il titolo di Campione d'Italia vincendo in casa 6 a 4 grazie a un fuori campo, un meraviglioso grande slam di Carelli, abbracciato in casa base da tutti i giocatori e i dirigenti: il trionfo tricolore per il Codogno è compiuto nel modo più entusiasmante possibile. In campo è naturalmente l'apoteosi e il tripudio, i tantissimi tifosi in tribuna si riversano in campo, ma tutti i codognesi devono essere partecipi di questo avvenimento e si organizza spontaneamente anche un carosello di auto in via Roma per festeggiare; è un giorno storico che scatena tanto entusiasmo in città e proietta il baseball come sport di primo piano.
Dopo tante feste e premiazioni ci si ritrova a programmare la stagione seguente con lo scudetto sulle divise, ma impossibilitati a disputare la serie nazionale perché privi dell’impianto di illuminazione sul campo di gioco.

### 1977-1981 I primi sponsor
Il 1977 inizia con Elcap Centro Casa di S. Rocco al Porto come primo vero abbinamento pubblicitario della squadra, mentre viene nominato presidente D.Morosini e Carelli lascia definitivamente Codogno per andare a Rimini dove, giocando fino al 1995, conquisterà 6 titoli italiani e parteciperà alle Olimpiadi di Los Angeles del 1984 come capitano della Nazionale Azzurra.
Un importante risultato arriva dal settore giovanile: a Tirrenia la squadra Ragazzi di D.Maderi partecipa alle finali per il titolo italiano ed è sconfitta solo dal fortissimo Nettuno. Giungere secondi ed essere Vicecampioni d’Italia è comunque un grandissimo risultato.
Nel 1978 la società, ora presieduta da T.Brizzolari, sostituisce l'allenatore chiamando G.Clerici e la classifica finale di quest’anno vede la squadra codognese al 5º posto, mentre nel settore giovanile gli Allievi si classificano al 3º posto in Italia e i Ragazzi vincono la Medaglia di Bronzo dei Giochi della Gioventù.
Nel 1979 si affida la squadra biancoazzurra a L.Dall'Ospedale che permette di raggiungere il 2º posto in campionato, mentre nel settore giovanile sia gli Allievi che i Ragazzi arrivano al 3º posto in Italia.
Nel 1980 si ottiene la fiducia della Polenghi Lombardo che permette alla squadra di ottenere una maggiore visibilità mediatica: fotografie delle squadre in divisa Polenghi appaiono sui più importanti quotidiani nazionali quali Il Giorno, Il Giornale e La Repubblica. La classifica nazionale vede il Codogno terminare il campionato al 2º posto.
A settembre dello stesso anno, nelle finali nazionali Juniores a Sanremo la formazione degli Allievi ottiene il 2º posto assoluto ed è Vicecampione d’Italia.
Nel 1981 la Federazione rivoluziona il campionato di Serie A dividendolo in due gironi e il Codogno giunge per il 3º anno consecutivo al 2º posto. mentre il softball vede la nascita della prima squadra giovanile affidata ad A.Morali.

### 1982 Campioni d'Italia juniores

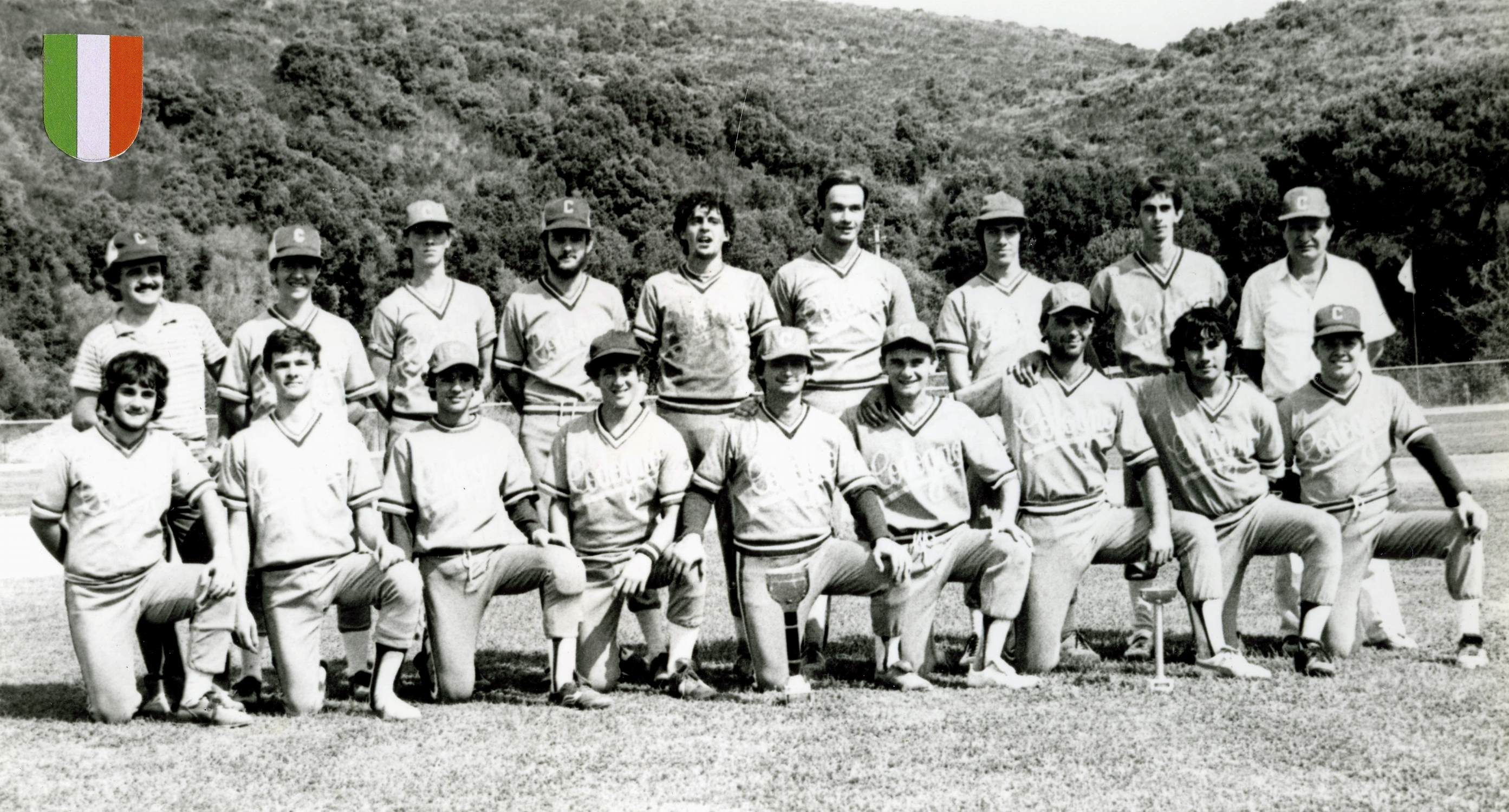
La squadra Juniores del Codogno Baseball '67 nel 1982

Nel 1982 la società festeggia il 15º compleanno e decide di affidare la conduzione della squadra a una gestione tecnica interna formata da G.Braghieri, F.Monticelli e G.Annovazzi.
Le scelte si rivelano ottime perché viene vinto il campionato di Serie A, ma purtroppo si perde con l'Agorà di Santarcangelo di Romagna ai play-off.
La squadra Juniores invece sbaraglia tutte le altre finaliste e conquista il Titolo Italiano e lo Scudetto, una "perla" che rimarrà scolpita nell'Albo d’Oro della società.
Nello stesso anno il softball assume una struttura autonoma staccandosi, per disposizione della Federazione, dal Baseball Codogno e prendendo il nome di Softball Club Golden Girls con presidente F.Morali.

### 1983-1987 La strada verso in vent'anni
Nel 1983 il nuovo tecnico è I.P.Ferraguti e la classifica finale del campionato di quest'anno vede il Codogno Baseball al 5º posto.
Come promesso dal sindaco Pandolfi, nel 1984 viene realizzato l'impianto di illuminazione dello stadio di Viale Resistenza e il 1º maggio, per la sua inaugurazione, si incontrano la Polenghi Codogno e la World Vision Parma campione d'Europa 1983.
Nello stesso anno si tiene anche un incontro internazionale tra Italia e Repubblica Popolare Cinese, seguito da circa 1000 persone e preceduto da un ricevimento ufficiale in Comune.
In campionato il Codogno Baseball ottiene un 3º posto finale, mentre l'anno in corso vede la nascita della New Codogno, società satellite iscritta alla serie C2 e presieduta da A.Brizzolari.
Per la stagione 1985 si decide la guida di G.Annovazzi e la fine del campionato vede il Codogno Baseball al 6º posto, mentre la New Codogno è promossa in Serie C1 con il manager Sello.
Nel 1986 la Federbaseball decide di ristrutturare nuovamente i campionati: il Codogno Baseball si ritrova dunque in serie B con il nuovo sponsor A.T.I. e il nuovo presidente eletto C.Annovazzi.
Il campionato termina con un positivo 3º posto, mentre la squadra Ragazzi vince il titolo regionale della FIBS e dei Giochi della Gioventù.
Presidente della società di softball Golden Girls diventa A.Toninelli.
Con il 1987 arriviamo al ventennale della fondazione che si festeggia con un evento speciale di grande successo: all'incontro Italia - Cleveland University si registrano 1100 spettatori paganti e la ripresa televisiva di Rai 3.
Il campionato finisce con il Codogno al 4º posto mentre lo scioglimento della New Codogno porta nuovi giocatori alla prima squadra.
E.Gnocchi, già Vicepresidente della società Baseball Club Codogno, assume anche la carica di presidente della società di softball Golden Girls.

### 1988-1994 Eventi internazionali
Il 1988 si apre con la Colombus Sportwear come nuovo sponsor, ma nonostante gli sforzi la prima squadra purtroppo retrocede in Serie C1, mentre la squadra Ragazzi conquista il 2º posto, risultando Vicecampione d'Italia.
Nell'agosto dello stesso anno sul campo del Codogno Baseball si svolgono manifestazioni di grande rilievo, lo stesso terreno che ha visto nascere la squadra e che anno dopo anno è stato migliorato nelle strutture, è ora in grado di ospitare eventi sportivi di alto livello: Italia - Cuba e Italia - Nicaragua arrivano allo stadio di Viale Resistenza, che con i 1300 spettatori della prima partita e gli 800 della seconda sono un successo incredibile.
Nel 1989 la retrocessione della prima squadra in serie C impone parecchie riflessioni e il Consiglio Direttivo decide di ricominciare tutto da capo, affidando a un allenatore americano a tempo pieno sia la squadra di C1 che quella Juniores: viene scelto a questo scopo S.Jannini.
A fine stagione la ristrutturazione del campionato di Serie B voluta dalla Federazione permette l'ammissione della prima squadra alla Serie B per l'anno successivo.
Nel 1990 la conduzione della squadra viene affidata a P.Cremonesi, mentre le presidenza passa a G.Traversoni che riesce a ottenere la sponsorizzazione della Fin-Reda Leasing di Lodi, e il campionato di serie B vede finire il Codogno Baseball al 3º posto in classifica.
Allo stesso tempo il softball festeggia 20 anni di fondazione e presenta in campo due squadre, in serie C1 e Juniores.
Nel mese di settembre dello stesso anno viene organizzato un incontro fra il Codogno Baseball e la Nazionale della Repubblica Popolare Cinese.
Nel 1991 il campionato di Serie B si conclude con il piazzamento del Codogno Baseball al 3º posto in classifica.
Il 1992 vede la classifica della Serie B con la squadra del Codogno Baseball che termina la stagione al 4º posto, mentre nel settore giovanile spunta l'idea, subito concretizzata, di una Scuola di Baseball riservata ai piccolissimi di 6-8 anni.
Nel 1993 alla guida della prima squadra viene promosso dalle giovanili A.Ferrer Ruz, mentre il campionato termina con un 3º posto per la squadra codognese.
Lo stesso anno offre viene inaugurato il nuovo tabellone elettronico luminoso 12x3m di fronte agli spettatori, dietro il fuori campo.
Grande entusiasmo anche dal settore giovanile, che vede i bambini della Scuola Baseball vincere a Parma il Trofeo UNICEF.
Il 1994 vede finalmente buone notizie per l'impiantistica del campo di gioco: si inaugurano infatti le nuove tribune in cemento da 500 posti e contemporaneamente il nuovo e atteso campo per l'attività giovanile e il softball, realizzato grazie al grande lavoro di un gruppo di volontari sul terreno concesso dal Comune.
A fine campionato la prima squadra conquista quel 4º posto che gli permette di accedere automaticamente al passaggio nella nuova e ristrutturata serie A2.

### 1995-2000 Verso il Duemila
Il 1995 è l'anno dei nuovi sponsor: la ATI Articoli Tecnici Industriali e la Contrel Elettronica subentrano al Fin-Reda.
Quest'anno la prima squadra si posiziona al 4º posto della Serie A2.
Nel 1996 il capitano M.Tansini, dopo 26 anni di Baseball giocato nelle file del Codogno, decide di appendere il guantone al chiodo e accogliere la proposta del presidente Traversoni di assumere l'incarico di allenatore.
La squadra si classifica al 4º posto del campionato di Serie A2.
Nel 1997 viene nominato il nuovo presidente A.Livraghi, mentre lo sponsor della prima squadra diventa la Semex Italia e quello della squadra Juniores Genetic service.
La prima squadra termina il campionato in quinta posizione, mentre la squadra dei Ragazzi si aggiudica il trofeo Città di Parma e il Torneo Farnese di Piacenza.
Il 1998 vede una nuova presidenza affidata a S.Della Monica, mentre il Comune di Codogno delibera la costruzione degli spogliatoi per l'impianto di Viale Resistenza e migliora l'impianto di illuminazione per le partite notturne.
Anche quest'anno la squadra ottiene il 5º posto in campionato.
J.Castillo è il nuovo manager cubano per la stagione 1999 durante la quale, nonostante il difficile girone e la coraggiosa scelta della società di rinunciare alla faticosa e difficoltosa trasferta a Ustica, il Codogno domina il campionato e accede ai play-off di promozione in A1, anche se il sogno biancazzurro si infrange contro la Fiorentina.
Buoni risultati vengono anche dai giovani: i Cadetti vincono infatti la Coppa Lombardia e la Primavera si aggiudica il suo girone.
Nel 2000 si cambia manager affidando la squadra allo statunitense L.Ford e il campionato di Serie A2 vede il Codogno terminare al 5º posto in classifica.

### 2001-2002 Promossi in A1
Nel 2001 la squadra viene affidata al nuovo allenatore J.Clemente e vengono inaugurati i nuovi spogliatoi.
Il campionato si conclude con la vittoria del Codogno e la promozione in Serie A1 a seguito della finale play-off con la Reggiana che vede un pubblico di circa 300 tifosi codognesi in tribuna con bandiere e tamburi.
Nei giorni seguenti alla partita viene esposto in centro a Codogno uno striscione che annuncia "Il Baseball Codogno promosso in Serie A1" e sui muri appare il manifesto di congratulazioni dell'Amministrazione comunale.

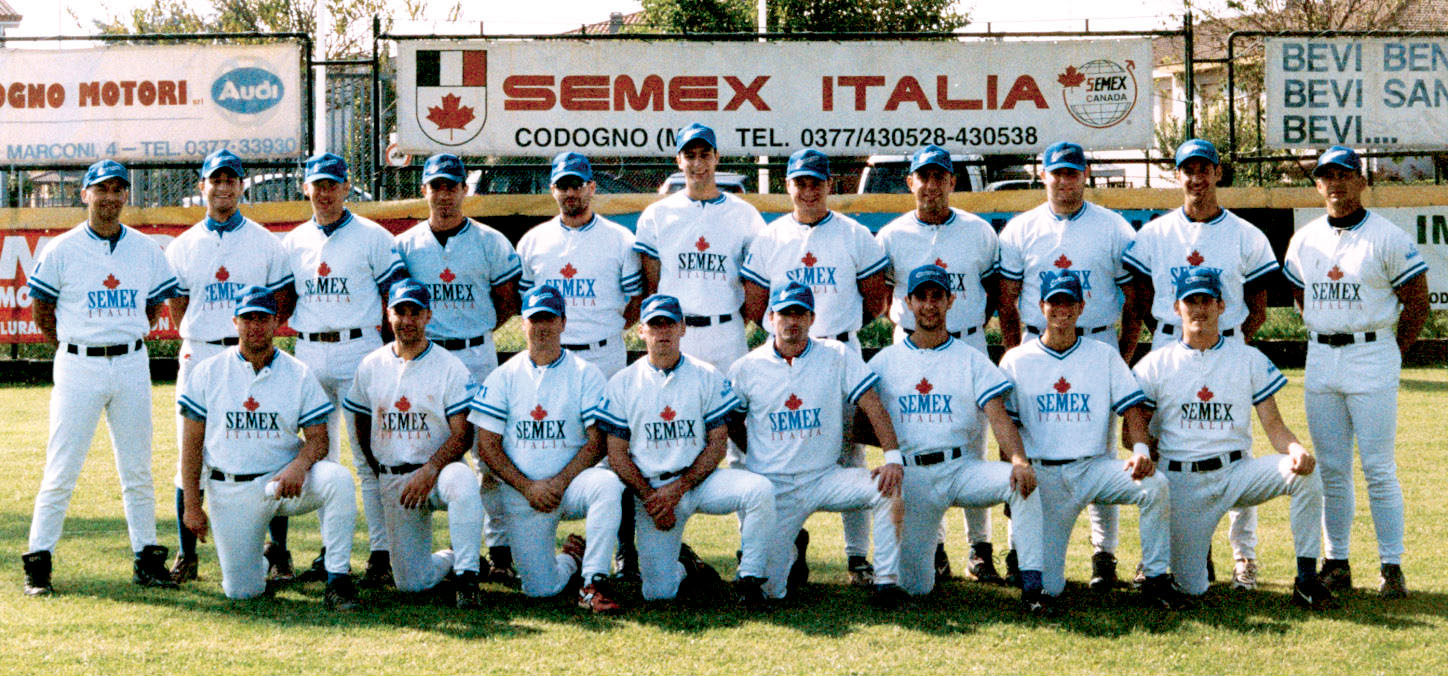
La squadra Seniores del Codogno Baseball '67 nel 2002

La stagione 2002 è un vero cantiere di idee, iniziative e proposte: si riorganizza la società e si provvede a rinforzare la squadra, nominando come manager D.Carelli.
Purtroppo gli sforzi profusi non hanno portato ai risultati sperati: l'inesperienza di fronte a squadre navigate e forti ha la meglio sulla squadra codognese che, nonostante la grinta e la tenacia dimostrate, viene retrocessa in Serie A2.
A ridare sorriso a tutto l'ambiente ci pensa la squadra Ragazzi che riesce ad ottenere un 3º posto assoluto in Italia.

### 2003-2006 Si riparte in A2
Nel 2003, anno successivo alla retrocessione e quindi tradizionalmente di difficile gestione, viene scelto per dirigere il gruppo J.Lono.
Il campionato, dopo un inizio in salita e una bella reazione nel girone di ritorno, vede il Codogno terminare al 6º posto in classifica, mentre la squadra Cadetti vince il girone lombardo.
Nel 2004 avviene una sostituzione alla guida della squadra e il nuovo manager diventa A.Rossi, che permette ai biancoazzurri di vincere il proprio girone e partecipare ai play-off dove però purtroppo non si centra l'obiettivo della promozione.
La stagione si chiude con i successi della squadra Ragazzi che vince a raffica il proprio campionato, il Trofeo internazionale di Arezzo, il Trofeo di Parma e la Coppa Lombardia, oltre a guadagnare il 3º posto nazionale nella WinterLeague indoor disputata a Bologna.
Il 2005 vede l'elezione a nuovo presidente di M.Bacciocchi e l'arrivo del nuovo sponsor MC Prefabbricati, mentre il Softball festeggia il suo 35º compleanno.
La formazione della A2 è affidata al duo A.Rossi e D.Carelli, mentre a fine anno si sfiora il podio giungendo al 4º posto.
Nel settore giovanile la squadra Ragazzi vince il proprio girone e la Coppa Lombardia, qualificandosi poi al 6º posto in Italia.
Nel 2006 la squadra di A2 è affidata ad A.Rossi e ottiene il 5º posto in campionato.
Nelle giovanili, la squadra Ragazzi sfiora la finale di Coppa Lombardia, la Under 21 disputa la finale di Coppa Lombardia e gli Allievi si classificano terzi in Italia.
Il 2006 vede inoltre l'organizzazione del 4° Mundialito Giovanile della categoria Ragazzi, con la partecipazione delle formazioni di Italia Centro, Polonia, Gran Bretagna e Bulgaria. Il Mundialito è stato un grande successo per il Codogno Baseball che ha visto uno staff di volontari offrire generosamente la propria collaborazione per un'intera settimana.
A fine anno il Comune realizza la nuova recinzione per lo stadio di Viale Resistenza, portando il fuoricampo centrale a quei 122 metri che rappresentano la misura omologata per la disputa di incontri internazionali.

### 2007 I primi 40 anni
Sabato 24 febbraio 2007 si svolge la grande Festa di Premiazione dei 40 anni del Codogno Baseball.
Durante questo evento tanti ex giocatori hanno la possibilità di incontrarsi dopo decenni, con i capelli grigi e qualche "pancetta" che inevitabilmente cambia la fisionomia di tanti ex biancoazzurri; gli abbracci e le lacrime si sprecano ritrovando i presidenti, gli allenatori e i collaboratori che hanno fatto grande il Baseball Codognese.
Nell'Ex Ospedale Soave il sindaco E.Dossena e il presidente della Pro Loco E.Gnocchi inaugurano una mostra allestita con fotografie, divise, coppe e trofei vinti in 40 anni; un'esposizione veramente unica e curata nei dettagli che rimane aperta una settimana e vede circa 2000 visitatori.
Sul campo, la squadra della Serie A conclude il campionato con il 3º posto in classifica.
Il 2007 si chiude con l'incontro Internazionale Italia - Cina Taipei alla vigilia degli Europei in Spagna, validi come qualificazione alle Olimpiadi di Pechino, che ha visto oltre 1200 spettatori sulle tribune del campo di Viale Resistenza e la ripresa in diretta di Rai Sport.

### 2008-2012 Tutti pazzi per Cuba
II 2008 vede la creazione della Sezione Minibaseball grazie a M.Nani, G.Zaini e A.Meazza con 18 bambini iscritti, mentre A.Rossi guida la squadra di Serie A2 fino alla finale di Campionato e ai play-off Scudetto da cui purtroppo esce sconfitta dal Palfinger Reggio Emilia.
Nel 2009 la Federazione "apre" ai lanciatori stranieri e anche il Codogno Baseball, forte del nuovo sponsor Eurodifarm, ingaggia il venezuelano E.Soto. Durante il campionato la Società, preoccupata dalla posizione in classifica, sostituisce il manager A.Rossi con una conduzione abbinata fra E.Soto e G.Carelli che permette alla squadra di piazzarsi al 5º posto finale.
Nel mese di agosto fervono i preparativi per l'evento dell'anno: l'incontro Premondiale fra Italia e Cuba, 25 volte Campione del Mondo, disputata il 2 settembre presso il campo di Viale Resistenza con la presenza di ben 1500 spettatori. Lo spettacolo prima dell'incontro è degno di un evento del genere: apre la sfilata la squadra dei piccolissimi del Minibaseball e poi le fantastiche majorette di Montodine, infine chiude la Filarmonica di Castiglione d'Adda. Applausi, bandiere, tifosi di Cuba, trombe e striscioni: questo l'ambiente che si presenta.
Poco prima di Natale il CONI assegna alla Società la Stella di Bronzo al Merito Sportivo per i meriti acquisiti in 42 anni di attività nella promozione dello Sport, certamente una grande soddisfazione per tutti e un importante riconoscimento da parte del maggior ente sportivo italiano.
Nel 2010 L.Cipelletti è il nuovo Allenatore della squadra di Serie A Federale (come la Federbaseball chiama ora la vecchia Serie A2) che con un azzeccato mix di giovani emergenti affiancati da esperti campioni domina il girone Nord e va ai play-off Scudetto, dove però viene sconfitta in finale dalla Palfinger Reggio Emilia, qualificandosi quindi come Vicecampioni d'Italia della Serie A.
Nella sezione giovanile le squadre Allievi e Under 21 vincono il titolo di Campioni di Lombardia.
L'anno 2011 inizia con l'importante riconoscimento di Cittadino Benemerito a G.Sello, assegnato in occasione della Festa Patronale di S. Biagio da parte della Pro Loco e del Comune di Codogno.
Il Campionato di Serie A si conclude con la squadra biancoazzurra al 4º posto, mentre la squadra Ragazzi conquista il titolo di Campione di Lombardia.
Nel 2012 si prepara la nuova stagione, durante la quale si festeggerà il 45º anno di fondazione, e il nuovo sponsor è CS Medical.
Il campionato si conclude con il Codogno Baseball al 2º posto in classifica, che a causa di una sconfitta in più però non può essere qualificata ai play-off.

### 2013-2014 La ripartenza in C
Nel 2013 la squadra riesce a raggiungere i play-off di campionato e la sfida di Coppa Italia, ma in entrambi i casi ne esce sconfitta.
Durante l'inverno la squadra deve affrontare un momento molto difficile, a causa dell'improvvisa mancanza del sostegno economico di alcune aziende che fino ad allora erano sempre state molto vicine al Baseball biancoazzurro. Si decide così a malincuore di rinunciare al Campionato di Serie A e di ripartire dalla Serie C.
Il 2014 è un anno difficile perché la ripartenza dalla Serie C implica un radicale cambiamento nella formazione dei biancazzurri, che risulta però essere una nuova occasione per l'inserimento di tanti giovani codognesi e di un gruppetto di piacentini dotati di una certa esperienza.
La squadra è affidata a L.Dallospedale e, dopo un campionato dai risultati altalenanti, si classifica al 5º posto con 8 vittorie e 6 sconfitte.

### 2015-2016 Il rilancio in B
Nel 2015 la squadra si iscrive alla Serie B nominando il nuovo allenatore P.Palazzina e inserendo nella formazione tanti nuovi talenti provenienti dal territorio. Nello stesso anno vengono anche migliorate le strutture del campo di Viale Resistenza con l'installazione di un secondo tunnel di battuta, il ripristino della lunetta in terra rossa e l'inaugurazione del nuovo tabellone elettronico con sistema di segnalazione a moduli LED.
La prima squadra termina il campionato in seconda posizione, mentre la formazione dei Ragazzi conquista la Coppa Regione Lombardia e quella dei Cadetti ottiene il titolo di Campione Regionale.
Nel 2016 viene confermata la gestione della squadra e, nonostante le buone prestazioni di inizio campionato, i biancazzurri vengono esclusi dai play-off per la Serie A chiudendo la stagione al 3º posto.
La squadra Ragazzi giunge terza in campionato mentre quella Allievi conclude la stagione al 1º posto nel proprio girone, ed entrambe arrivano in finale Coppa Regione.

### 2017 I primi 50 anni

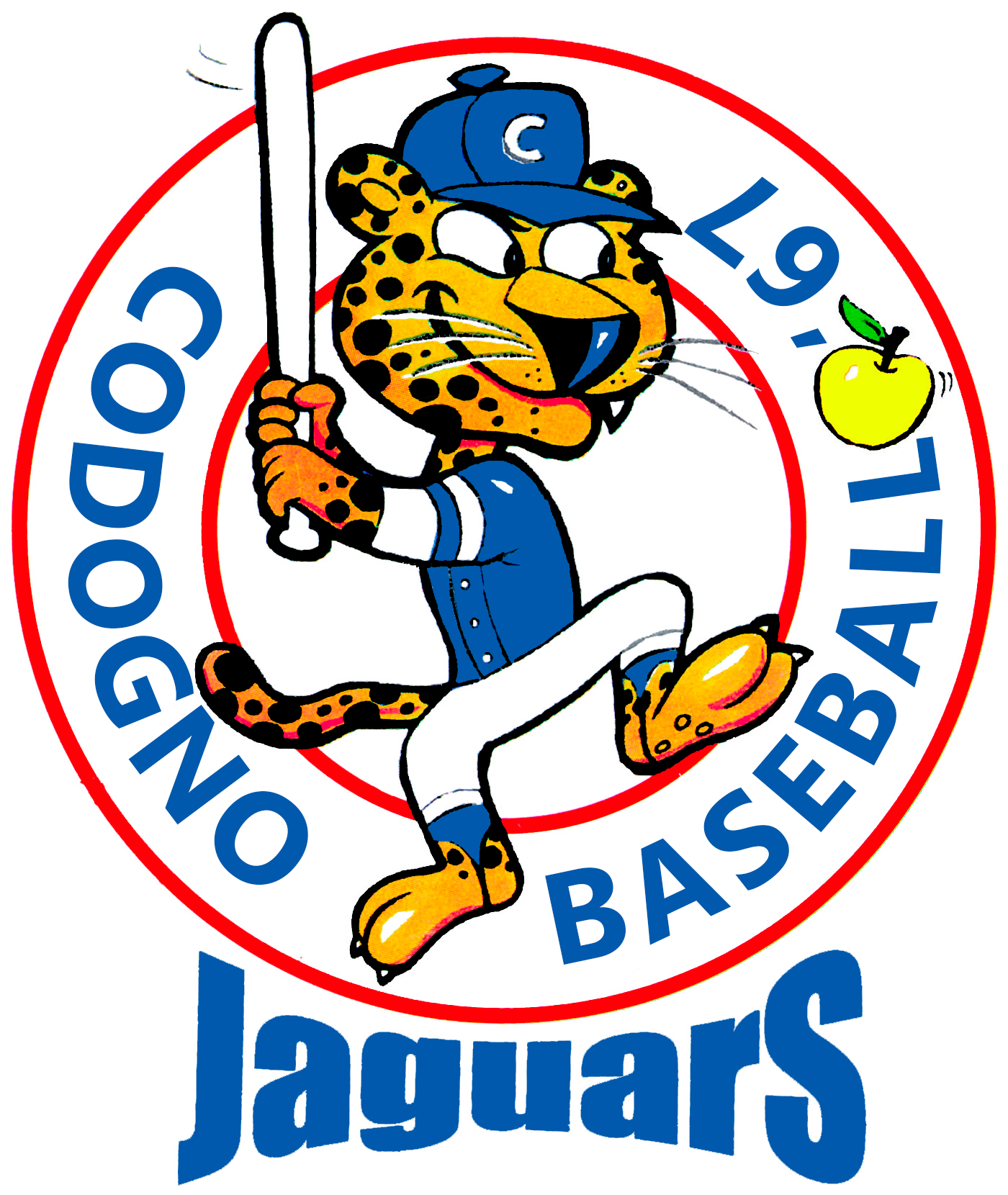
Logo del Codogno Baseball '67 "Jaguars"

Il 2017 è un anno molto importante per il Codogno Baseball che raggiunge i 50 anni dalla sua fondazione e che per questo traguardo organizza un Galà di Premiazione presso l'Auditorium della Banca Popolare di Lodi, gremito dalla presenza di oltre 600 persone e ripreso dalle telecamere a testimoniare un evento storico e forse irripetibile. Presenti in sala tutte le squadre del Codogno Baseball in divisa con tecnici e dirigenti, i rappresentanti di tante società sportive e numerose autorità: il Sindaco di Codogno F.Passerini con molti consiglieri comunali, il presidente della Fondazione BPL dott. G.D.Castellotti, l'on. G.Guidesi, l'assessore regionale P.Foroni, il presidente FIBS neoeletto A.Marcon e (tramite videomessaggio) il presidente del CONI G.Malagò. Durante l'evento si sono alternati momenti emozionanti e spettacoli di intrattenimento, così come le premiazioni di tanti dirigenti, tecnici, giocatori e sponsor di 5 decenni di storia: significativa la presenza di M.Langone dalla Svezia, i videomessaggi di E.Capdevila, C.Bruera e Angrisano, le premiazioni degli ex presidenti F.Bettinelli, T.Brizzolari e G.Zazzera, gli interventi di G.Mangini (voce storica del baseball italiano) e L.Albertini.
Per quanto riguarda i campionati, la squadra di Serie B viene condotta da P.Palazzina e A.Rossi, la Under 18 da M.Nani e P.Palazzina, la Under 15 da M.Nani e M.Zaini, la Under 12 da A.Zaffi e G.Braghieri e il Minibaseball da G.Contini, R.Contini e L.Cigognini.
La squadra di Serie B si presenta con una formazione composta da un nucleo di storici biancoazzurri e alcuni volti nuovi, riuscendo a vincere il Campionato e successivamente i play-off completando la promozione in Serie A con una partita giocata in casa di fronte a un numeroso pubblico entusiasta.
Alla chiusura del campionato la Federazione assegna al Codogno Baseball l'organizzazione di un evento che rimarrà nella storia della Società come uno dei più importanti: la partita internazionale Italia - Olanda Campioni d'Europa, che si svolge domenica 22 ottobre di fronte a un pubblico di 1200 persone.
L'anno si conclude con l'assegnazione da parte del CONI della Stella d'Argento al Merito Sportivo 2017 e con il premio del CONI provinciale di Lodi come Squadra rivelazione dell'anno 2017.

### 2018 Nuovamente in Serie A

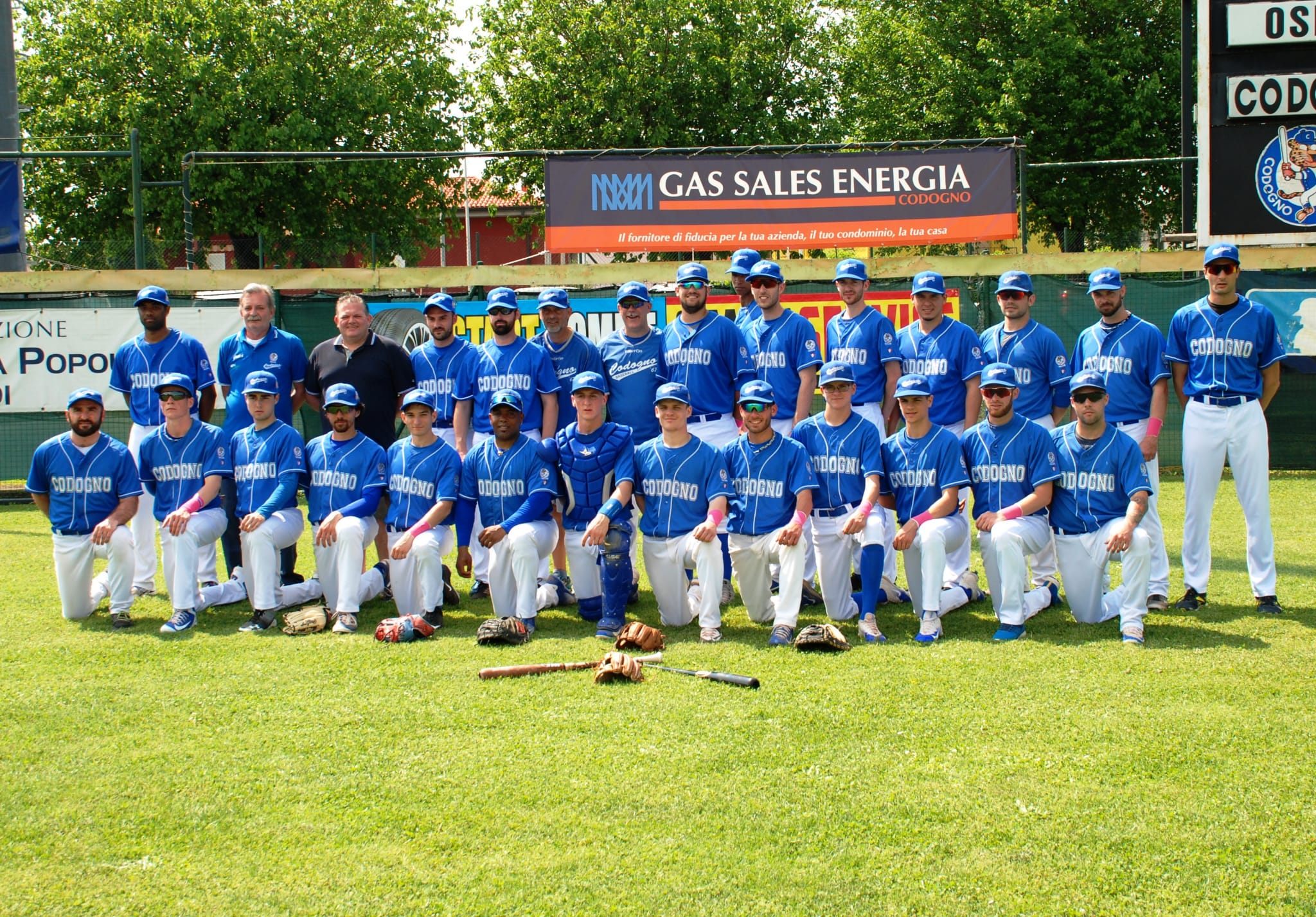
La squadra Seniores del Codogno Baseball '67 nel 2018

Per il ritorno in Serie A la società conferma lo staff della promozione con P.Palazzina, A.Rossi e G.Marenghi, lo stesso accade anche per la Under 18 e Under 15 che mantengono i tecnici dell'anno precedente, mentre la Under 12 viene seguita da A.Zaffi e A.Granata e il Minibaseball da G.Contini, M.Pelizzoni e L.Cigognini. Nel roster della prima squadra arriva il lanciatore mancino venezuelano F.Lopez dai Leones de Caracas e tornano sul monte M.Boccardi e D.Zibra, arrivano da Lodi R.Ramberti, il giovane catcher L.Gardenghi e si confermano A.Zamora e T.Berra.
In occasione del ritorno nel massimo campionato si riaccendono le luci allo stadio di Viale Resistenza e ritornano le magiche serate del sabato sera con un pubblico sempre più coinvolto e numeroso.
Nonostante le ottime prove sul monte di M.Gazzola e F.Lopez il campionato si dimostra in salita ed è difficile contrastare squadre esperte come Castenaso, Bollate e Brescia oppure i New Black Panthers Ronchi dei Legionari e i Rangers Redipuglia, quindi arriva la retrocessione in Serie B con 11 vittorie e 21 sconfitte su 32 incontri disputati.
Grandi soddisfazioni invece per la Under 18 che, prima in Lombardia con 12 vittorie su 13 incontri, si preclude purtroppo le finali nazionali dopo la sconfitta contro Ronchi dei Legionari. Durante questo campionato emergono tanti giovani atleti come E.Uttini, T.Nani, A.Boriotti, S.Boriotti, B.Severino e R.Raimondi che giocheranno poi titolari in prima squadra.
Eccezionale il campionato dell'Under 15 con 12 vittorie e 1 sconfitta, che perde per il titolo di campione regionale superata soltanto dall'Ares Milano.
La Under 12 arriva al 3º posto in Lombardia e dopo 3 vittorie passa in semifinale Coppa Regione battuta dai Bulls Rescaldina.
Confortanti note positive dalla sezione Minibaseball per il buon numero di esordienti che si uniscono alla squadra affacciandosi per la prima volta al mondo del baseball.

### 2019 Ritorno in Serie B
Come primo atto in seguito alla retrocessione la società sceglie il nuovo allenatore E.Finetti, parmense con tanta esperienza sui diamanti di diverse squadre di Serie A e particolarmente attento a seguire i giovani nella loro crescita; accanto a lui vengono scelti A.Rossi come pitching coach, R.Zamora coach e Jo Sassi mental coach (nuova figura dello staff). La Under 18 è guidata da M.Nani e R.Zamora, la Under 12 White da A.Zaffi e A.Granata, la Under 12 Royal da L.Cigognini e R.Zamora, il Minibaseball da G.Contini, M.Pelizzoni e G.Moschetti.
La stagione per le giovanili inizia con un torneo Minibaseball al Palazzetto di Codogno e con il Trofeo Città di Castelleone per le squadre Under 12, mentre la Serie B parte con la vittoria al Torneo De benedetti a Piacenza. A metà marzo la prima squadra conquista il 19° trofeo Fodritto/Ventura in finale con i tedeschi del Heidenheim Heideköpfe grazie a un entusiasmante fuoricampo da 3 punti del catcher C.Penaloza, nuovo acquisto dal Bollate. Ulteriori nuovi arrivi in casa biancoazzurra sono V.Velazquez, interbase venezuelano con passaporto spagnolo, e M.Perez, lanciatore e interno italo-argentino che debutta in campionato a fine giugno dopo aver ottenuto la cittadinanza italiana.
La squadra di Serie B resta al vertice per tutto il campionato grazie alle ottime prestazioni del lanciatore M.Gazzola e all'inserimento dei giovani B.Severino, T.Nani, E.Uttini e R.Raimondi che trovano sempre più spazio tra i titolari, mentre C.Penaloza a causa di un incidente domestico viene sostituito a fine campionato dall'italo-argentino E.Cufré. Al termine della stagione la classifica vede il Codogno Baseball al 1º posto con 21 vittorie e 7 sconfitte, mentre ai play-off si spegne il sogno promozione perdendo in finale contro il Castelfranco Veneto.
La conclusione del campionato Under 18 vede il Codogno che, dopo una striscia vincente in Lombardia di 18 vittorie, viene battuta in semifinale dai Black Panthers Ronchi dei Legionari, che poi vinceranno il titolo italiano.
Le due squadre Under 12 disputano la Coppa Regione con buoni risultati oltre ad alcune partite amichevoli in Emilia, mentre il Minibaseball organizza una triangolare a Codogno e partecipa anche al Torneo Indoor a Parma.

### 2020 Codogno riparte dal baseball
Il 2020 è un anno di cambiamenti e difficoltà, dopo un inverno segnato da alcuni problemi societari viene eletto alla presidenza del Codogno Baseball G.Sello che avvicenda M.Bacciocchi dopo 15 anni in carica, mentre la vicepresidenza viene assegnata a G.Contini.
Per la squadra Seniores viene confermato E.Finetti come manager affiancato da M.Nani, R.Zamora, M.Boccardi e P.Garioni. I tecnici delle giovanili sono M.Nani e R.Zamora per la Under 18, il terzetto L.Baciocchi, M.Sangermani e L.Barbarotto per la Under 15, L.Cigognini e R.Zamora per la Under 12 e G.Contini, M.Pelizzoni e G.Moschetti per il Minibaseball.
La serie B inserisce nell'organico il lanciatore F.Affetti dagli Old Rags di Lodi e ritorna M.Speziali, ma per motivi di lavoro e studio mancheranno in squadra M.Gazzola e C.Zazzi.
Le attività invernali iniziano con il torneo Regionale a Limbiate e Cormano dove la Under 15 ottiene il 10º posto, la Under 12 partecipa a Codogno al torneo indoor Rolleri Cultura d'Impresa giungendo quinta, mentre i piccoli del Minibaseball partecipano insieme a un gruppo di bambini del Piacenza al Torneo Scuola Parmense a Parma ottenendo buoni risultati.
Il 21 febbraio a Codogno tutto si ferma a causa della pandemia di COVID-19, per cui anche le attività sportive vengono sospese al fine di arginare il più possibile la diffusione del virus. Sono momenti difficili per la città e i suoi abitanti, così come per il mondo dello sport e per la realtà del Codogno Baseball, ma dopo diverso tempo e tante brutte notizie finalmente il 22 maggio si possono riprendere gli allenamenti, verso una più serena quotidianità: allo stadio di Viale Resistenza per il primo allenamento dei biancoazzurri si ritrovano giornalisti e telecamere, vengono realizzati articoli, interviste e filmati per numerosi telegiornali. Codogno, in precedenza protagonista delle cronache italiane per la diffusione dell'epidemia di COVID-19, è ora in primo piano nella fase di ripartenza grazie allo sport e in particolare grazie al baseball.
Per dare risalto alla ripresa delle attività agonistiche la FIBS organizza, con il supporto del Comune, prima una presentazione dei Campionati nelle sale del Vecchio Ospedale di Codogno e a seguire l'Opening Game della stagione 2020 allo Stadio di Viale Resistenza. La partita tra Codogno e Piacenza, ripresa in diretta dalla FIBS.TV, termina a favore della squadra di casa che, in un campionato anomalo a 6 squadre, chiude al 3º posto finale mettendo in evidenza i fratelli Dolfini, un ottimo F.Affetti, un importante D.Zibra e confermando la qualità dei giovani inseriti ormai in pianta stabile.

### 2021 Stagione numero 54
La stagione inizia con la conferma per la Serie B del manager E.Finetti e del suo staff (M.Nani, M.Boccardi e P.Garioni), che affrontano insieme alla squadra le prime amichevoli di precampionato contro Legnano, Ares e Oltretorrente Parma.
Sul monte di lancio arriva il lanciatore venezuelano con passaporto spagnolo L.Perez dei Marlins di Tenerife, viene confermato il ricevitore C.Penaloza e ritorna in biancoazzurro T.Berra, mentre si conferma F.Affetti. Accanto a loro il gruppo storico M.Rasoira, G.Corio, L.Alberi, L.Locatelli, A.Bacciocchi e i fratelli Speziali con i giovani talenti B.Severino, T.Nani, E.Uttini, R.Raimondi e A.Boriotti.
La squadra così formata resta al vertice per tutto il campionato e la classifica finale vede Codogno, Junior Parma e Poviglio a pari merito al 1º posto, anche se il regolamento premia quest'ultima che viene promossa in Serie A a discapito delle altre.
Per quanto riguarda le squadre giovanili, la Under 15 si classifica al 3º posto in Lombardia, buone le prestazioni della Under 12 con 3 giocatori in deroga che partecipa anche alla Coppa Regione e al Triangolare a Parma con Crocetta e Old Rags Lodi. Il nuovo gruppo del Minibaseball a settembre inizia le prime partite con un triangolare a Codogno e a seguire un torneo indoor a Castiglione d'Adda con Crocetta Parma e Old Rags Lodi.
Quest'anno con soddisfazione i due talenti biancoazzurri E.Uttini e T.Nani giocano con la nazionale Under 18 gli Europei di Macerata e conquistano la medaglia d'argento battuti dagli Olandesi, nonostante una prova magistrale di Uttini sul monte di lancio.
Nell'estate di quest'anno viene organizzata una commemorazione per le persone scomparse legate al Club, che sono ricordate con una toccante cerimonia: A.Righi allenatore delle giovanili, F.Defendenti e I.Mazzocchi dirigenti appassionati per tanti anni, E.Tinelli professore di educazione fisica e T.Brizzolari presidente del Codogno Baseball per 8 anni. Alla presenza del presidente FIBS A.Marcon viene anche invitato in campo F. "Cecchino" Ardemagni, uno dei primi contagiati da COVID-19 e fortunatamente guarito dopo 6 mesi di degenza.
La stagione si conclude con la premiazione di D.Zibra che, dopo tanti anni di gioco sul diamante, decide di lasciare la prima squadra per dedicarsi alla guida dei bambini del Minibaseball.

### 2022 Promossi in Serie A
La nuova stagione vede ai nastri di partenza 4 formazioni: Seniores, Under 15, Under 12 e Minibaseball.
In Serie B viene confermato per il quarto anno il manager E.Finetti, affiancato da M.Nani, M.Boccardi e D.Zibra. Nuovo acquisto per la squadra è il lanciatore 19enne F.Gabbari e si giunge a un accordo con la Crocetta Parma per l'interscambio di giocatori Under 23.
La stagione inizia a marzo incontrando come tradizione i campioni di Germania dell'Heidenheim Heideköpfe, mentre il precampionato termina con la vittoria dell'Ares Milano nel 20° trofeo Fodritto/Ventura.
Nei campionati giovanili la formazione Under 15, guidata da L.Bacciocchi e L.Barbarotto, ottiene il 2º posto partecipando per la prima volta al girone emiliano mentre la Under 12, seguita da L.Cigognini e J.Boada e rinforzata da nuovi ragazzi provenienti dal mini, si classifica al 2º posto nel campionato lombardo. Il Minibaseball, affidato a D.Zibra e S.Siciliano, disputa alcuni tornei con Old Rags Lodi, Rho, Milano 1946, Crocetta Parma e Brescia.
Di notevole risalto la partecipazione di 3 giovani codognesi (D.Brocca, L.Cigognini e C.Garbelli) alle squadre lombarde nel Torneo delle Regioni che fa tappa al Campo Giovanile "Gino Arcari", con grande successo di pubblico e organizzazione grazie allo staff coordinato da A.Zaffi.
La squadra Seniores, dopo un avvio di campionato altalenante, verso fine maggio da il via a una favolosa volata finale con vittorie a raffica (e uno storico perfect game di F.Gabbari nell'incontro con il Piacenza) fino al 1º posto in classifica e l'accesso ai play-off promozione in cui, superata l'Alpina Trieste e dopo le 2 vittorie in trasferta a Bolzano, si arriva alla gara decisiva del 17 settembre dove i biancoazzurri vincono davanti a un pubblico entusiasta di 300 tifosi e altrettanti spettatori della prima diretta streaming codognese, meritando così la promozione in Serie A. Tanti festeggiamenti, emozioni e complimenti al duro lavoro dello staff tecnico che ha saputo portare tanti ragazzi dalle categorie giovanili fino alla prima squadra.
Al termine della stagione viene comunicata da E.Finetti la decisione di non poter più seguire la squadra nel 2023, quindi la società affida la guida a M.Nani, vice di Finetti da 3 stagioni e storica presenza in biancoazzurro prima da giocatore e poi allenatore di tutte le categorie. Nel nuovo staff entrano anche G.Carini, già giocatore nel Codogno e poi tecnico a Piacenza, e M.Marchini, nazionale italiano e artefice della promozione in Serie A1 nel 2001; vengono infine confermati come coach D.Zibra e come pitching coach M.Boccardi.
Il 2022 si chiude con il triste annuncio della scomparsa di V.Bartyan, ex vicepresidente e grande sostenitore della società sia come persona che come titolare della Telme S.p.A.

### 2023 Esordio nel Massimo Campionato
Nell'anno del ritorno in Serie A, la società ha presentato anche tutte le formazioni giovanili nei rispettivi Campionati e Tornei, seguite e coordinate dal responsabile A.Zaffi.
I piccoli del minibaseball, guidati da D.Zibra e dal tecnico venezuelano L.Esposito con il supporto di C.Peñaloza, prendono parte a numerosi tornei indoor e all'aperto, alcuni dei quali organizzati sul territorio comunale nell'ambito della manifestazione Codogno 2023 - Comune Europeo dello Sport, riportando buoni risultati sul campo. Per promuovere nuove iscrizioni nelle squadre giovanili, la società ha messo in atto anche alcune attività straordinarie tra cui l'allestimento del tunnel di battuta in occasione della Fiera di Codogno e lo svolgimento di numerose lezioni di baseball presso le scuole primarie del territorio.
I giovani della Under 12, condotti da L.Cigognini con l'aiuto di G.Braghieri e L.Esposito, disputano alcuni tornei indoor e affrontano il campionato lombardo terminando con 2 vittorie su 10 partite, prima di disputare anche la Coppa Regione.
I ragazzi della Under 15, guidati da L.Esposito con il coach L.Cigognini, affrontano l'anno con l'inserimento occasionale di alcuni giocatori della Under 18 per completare il roster: il bilancio del campionato è molto positivo (8V-2P) e permette alla squadra di terminare seconda in classifica, giocando quindi le semifinali nazionali a Codogno, dove però viene sconfitta dal Torre Pedrera.
La formazione Under 18, sotto la guida di L.Barbarotto e L.Bacciocchi, inizia la stagione con alcune amichevoli in preparazione del campionato che, dopo una partenza positiva, si conclude (4V-4P) con un 4º posto finale. Nel mese di settembre alcuni giovani Under 18 vengono aggregati al roster della Prima Squadra per partecipare alla formazione Under 23 nella Coppa Robert Fontana: un esperimento molto positivo dove l'entusiasmo e lo spirito di squadra hanno contribuito all'integrazione e alle vittorie ottenute.
Il nuovo inizio del Codogno Baseball '67 nel massimo Campionato Italiano di Serie A vede l'esordio alla guida del manager M.Nani aiutato dal coach G.Carini e dai pitching coach M.Boccardi e M.Marchini, oltre agli inserimenti in formazione del catcher L.Gintili, dei lanciatori E.Paredes e K.Riello e del lodigiano M.Caimmi. Nel 2023 la prima squadra e le giovanili codognesi vengono presentate alle autorità e alla stampa durante un evento ospitato da G.Ceccolini a San Fiorano. Come di consueto la stagione inizia con l'amichevole con i tedeschi dell'Heidenheim Heideköpfe, che vede una sconfitta e un pareggio per i biancoazzurri, oltre al 21° trofeo Fodritto/Ventura che viene vinto dal Senago. La prima fase del Campionato termina con la squadra al 4º posto del Girone C (4V-6P) con il Bologna in testa alla classifica. Inseriti nella poule salvezza, i biancoazzurri terminano al 4º posto (11V-15P), con un avvincente incontro in casa con il Nettuno 2 che determina la permanenza in Serie A. I numeri finali della prima squadra vedono un totale di 47 partite fra campionato, tornei e amichevoli di cui 22 vinte, 24 perse e 1 pareggiata: una stagione con tante soddisfazioni e con le premesse e le promesse per fare meglio nel 2024, con la speranza di tornare a giocare sul diamante di Codogno in notturna.

### 2024 Il Campo di Codogno si Illumina
Il 2024 è stato un anno intenso e significativo per il Codogno Baseball '67, segnando la 57ª stagione della Società Sportiva codognese. Un periodo ricco di successi sul campo, importanti novità strutturali e, purtroppo, anche dolorose perdite.
La stagione ha visto scendere in campo con grande impegno tutte le formazioni. La Serie A, guidata da M.Nani e M.Boccardi, ha confermato la sua presenza nel massimo campionato per il secondo anno consecutivo. Nel settore giovanile, l'Under 18 è stata condotta da L.Barbarotto e L.Bacciocchi, l'Under 15 da L.Cigognini e l'Under 12 da L.Esposito e D.Zibra. Nonostante l'impossibilità di schierare una squadra Minibaseball, alcuni giovani talenti hanno trovato spazio nell'Under 12.
L'anno è iniziato con i tornei indoor a Limbiate e Corte Palasio, ma le attenzioni si sono subito concentrate sul potenziamento del roster di Serie A. La società ha accolto accolto l'esterno S.Minoia (Piacenza), il lanciatore F.Virgadaula (Brescia) e riabbracciato l'italo-argentino M.Schiavoni. La squadra si è poi arricchita con gli stranieri G.Torres, M.Garavito e F.Pizzoli. L'entusiasmo si è respirato fin dalla presentazione ufficiale con il Sindaco F.Passerini e il Presidente FIBS A.Marcon. Un ringraziamento speciale a P.Uttini per la sostituzione delle vecchie divise con le nuove targate Errea. Il vernissage ha incluso i due incontri contro i Campioni tedeschi dell'Heidenheim Heideköpfe e la 22ª edizione del torneo Fodritto/Ventura, vinto dalla squadra biancoazzurra.
Il 2024 ha portato anche un significativo ammodernamento nell'impianto del diamante di viale Resistenza. I lavori di rifacimento dell'illuminazione, a cura della ditta SIMET di Padova, hanno visto la sostituzione dei vecchi proiettori con nuovi a LED. Un evento importante è stato il raduno dei migliori prospetti italiani in vista delle Olimpiadi di Los Angeles 2028, il 28 maggio, con la leggendaria presenza di M.Piazza, Hall of Famer della MLB. Sul campo, il Campionato di Serie A ha regalato alla società un meritatissimo 2° posto nella prima fase (13 vittorie, 7 sconfitte) e un eccellente 1° posto nella seconda (10 vittorie, 4 sconfitte), garantendo la salvezza in Serie A 2025. La serata del 10 agosto ha visto l'inaugurazione del nuovissimo impianto di illuminazione con il match Codogno-Torino, un successo di pubblico e partecipazione. Ulteriore motivo di orgoglio è stata la convocazione di F.Virgadaula e del pitching coach M.Boccardi per la trasferta in America con il gruppo azzurro per Los Angeles 2028.
Le squadre giovanili hanno concluso i campionati regionali con un 4° posto per l'Under 18, un 4° posto per l'Under 15 e un 8° posto per l'Under 12. Da evidenziare le promettenti carriere di A.Moschetti, convocato nella rappresentativa Junior League, e di T.Moschetti, D.Brocca e L.Cigognini, parte delle rappresentative regionali al Torneo delle Regioni. La collaborazione di E.Comoglio nel Progetto Scuole e nella preparazione giovanile in palestra chiude il quadro delle attività.
Purtroppo, il 2024 è stato segnato anche da profonde e dolorose perdite. A giugno il Codogno Baseball '67 ha salutato P.Baldini, per tutti "Baldo", custode della manutenzione dei campi dal 2023. A ottobre, la società saluta F.Bettinelli, storico presidente dal 1967 al 1974, e P.Garioni, ex lanciatore di Serie A e istruttore giovanile.
Il 2024, seppur denso di soddisfazioni e novità importanti, è stato anche un anno di profonde riflessioni. La società è pronta a continuare l'avventura nel 2025, con la speranza di un anno ricco ricco di soddisfazioni.